# Happy Wheels
Happy Wheels – komputerowa gra platformowa stworzona przez Jima Bonacciego. Została wydana 4 czerwca 2010 roku w wersji na przeglądarkę internetową, a następnie w 2015 roku na urządzenia mobilne z systemem iOS. Gracz ma do wyboru jedną z jedenastu postaci, z których każda korzysta z różnych pojazdów – m.in. segwaya, kosiarki lub helikoptera.

## Rozgrywka
Rozgrywka różni się w zależności od wybranej postaci oraz poziomu trudności mapy. Celem gracza jest zdobycie wymaganej liczby żetonów lub dotarcie do linii mety. Wiele poziomów zawiera dodatkowe, ukryte cele.
Recenzent serwisu TheSixthAxis zauważył, że gra zawiera drastyczne sceny. Postać gracza może zostać ścięta, okaleczona lub zmiażdżona przez różne przeszkody znajdujące się na mapach. Udostępniono narzędzie do nagrywania powtórek z rozgrywki, które można następnie obejrzeć.
Gra Happy Wheels zawiera własny edytor poziomów, umożliwiający tworzenie nowych map i trybów rozgrywki. Gracze mają do dyspozycji darmowe narzędzia i obiekty. Użytkownicy mogą publikować stworzone przez siebie mapy na publicznym serwerze; treści nieodpowiednie lub naruszające regulamin gry są usuwane przez moderatorów.

## Produkcja
Niezależny twórca gier Jim Bonacci, główny programista i grafik gry, rozpoczął prace nad Happy Wheels w 2006 roku. Jako inspirację wskazywał inne gry przeglądarkowe wykorzystujące fizykę ragdoll. Przyjaciel Bonacciego, Alec Cove, stworzył specjalny silnik fizyczny na potrzeby gry. Eksperymentując z silnikiem, Bonacci zaprojektował postać na wózku inwalidzkim, spadającą w nieskończoność. Pomysł ten spodobał mu się na tyle, że postanowił go rozwinąć. Początkowo gra miała być małym projektem, jednak szybko zyskała popularność dzięki nietypowej formie rozgrywki.
Twórca dostrzegł, że częste zgony postaci podczas rozgrywki wymagały odpowiedniego opracowania, dlatego starał się uczynić ten aspekt gry satysfakcjonującym dla gracza.
Pełna wersja gry Happy Wheels dostępna jest wyłącznie na stronie internetowej twórcy.
Według danych twórców, w grze stworzono około pięciu milionów poziomów, a liczba ich wyświetleń przekroczyła 13 miliardów.
Jason Schymick wspiera Bonacciego w pracach programistycznych. W rozwoju gry uczestniczyli także niektórzy gracze. W 2013 roku do zespołu Fancy Force dołączył Alec Cove, który odpowiada za rozwój i architekturę serwerów.
30 września 2014 roku Jason Schymick ogłosił rozpoczęcie prac nad wersją mobilną gry przeznaczoną na Androida i iOS. 19 sierpnia 2015 roku Happy Wheels ukazało się na urządzeniach z iOS jako darmowa gra dostępna w App Store. Wersja na Androida została wydana 25 stycznia 2020 roku.

## Odbiór gry
Gra spotkała się z pozytywnym odbiorem krytyków. Serwis IGN umieścił Happy Wheels na liście najlepszych darmowych produkcji. Dodatkowo edytor poziomów oraz ilość zawartości tworzonej przez społeczność zostały pozytywnie ocenione przez recenzentów. Jedną z charakterystycznych cech gry jest przerysowana, groteskowa przemoc, określana przez recenzenta Forbesa jako element humorystyczny.